# Ораском
Ораском е египетска групировка, създадена от братята Назиф, Сами (р. 1957) и Нагиб Сауирис. Сами учи за икономически инженер в ТУ - Берлин, Нагиб завършва за електроинженер в ETH - Цюрих.
Сами и Нагиб ръководят най-големия телефонен доставчик в Близкия изток, Африка и Пакистан. Назиф е основен играч в строителния пазар на Египет.
Около 4 % от оборота на египетската борса се прави с фирми от групировката на Ораском. Единственият египетски концерн, който е нареждан сред световните играчи.
Закупуват за 12,1 милиарда италианската компания WIND, която е сред най-големите сделки в историята на Италия.
Имат 19,3% от 2G бизнеса на Hutchison International (2 места в съвета на директорите)
В Брюксел се ангажират с развиването и контролирането на WMax технологии – сред наследниците на Wi-Fi (безжичен интернет).